# Сервер сценариев Windows
Сервер сценариев Windows (англ. Windows Script Host, WSH) — компонент Microsoft Windows, предназначенный для запуска сценариев на скриптовых языках JScript и VBScript, а также и на других дополнительно устанавливаемых языках (например, Perl).
Возможности сценариев на WSH значительно превосходят возможности командных .bat и .cmd-файлов: имеются полноценные языки с объектными возможностями, полный набор операций со строками, включая регулярные выражения, взаимодействие с любыми программами, реализующими объектный скриптовый интерфейс (Active Scripting или OLE Automation), доступ к методам и свойствам их объектов; операции с файлами и каталогами, обработка текстовых файлов, манипуляции с системным реестром и т. п.
Сценарии из .js, .vbs, .wsf и некоторых других типов файлов запускаются с помощью одной из двух программ-активаторов: wscript.exe (с графическим интерфейсом) или cscript.exe (с консольным интерфейсом).
Первые версии WSH поставлялись в виде отдельного компонента, опционально устанавливаемого в Windows, но уже начиная с Windows 98 WSH стал частью всех ОС Windows.